# Тодорка Костадинова
Тодорка Игнатова Костадинова е българска икономистка и педагожка, професор в Медицинския университет във Варна.

## Биография
Родена е на 20 октомври 1960 година в Добрич, където завършва езикова гимназия „Гео Милев" с немски, английски и руски език. Има 2 магистърски степени от Икономически университет във Варна (по икономика и по педагогика) и докторска степен по икономика от УНСС, София (2001) с тема на дисертацията „Възможности за портфолио управление на лечебните заведения“.
Избрана е за доцент в катедрата по икономика и управление на здравеопазването при МУ, Варна (2003) и професор (2012) в научната специалност „Организация и управление извън сферата на материалното производство". Има 2 специалности в областта на здравеопазването: „Икономика на здравеопазването“ (2005) и „Медицинска информатика и здравен мениджмънт“ (2006).
Чете лекции като гост преподавател в магистърската програма по здравен мениджмънт в университета в Берн, Швейцария (2005 – 2006) и Медицинския университет, Виена (2009 – 2011). От 2008 до 2011 г. е член на международен изследователски екип на Университета в Бъркли (Berkeley university) след специализация там по Лидерство в здравеопазването (Global Health Leadership Forum at Berkeley, www.ghlf.org).
Специализира в следните области: болничен мениджмънт – в университетските болници в Цюрих и Берн, Швейцария, реструктуриране и организация на университетското образование по здравен мениджмънт – в университети в Маастрихт, Нидерландия и Манчестър, Великобритания; здравна политика, финансиране и мениджмънт в здравеопазването – в университет „Джордж Вашингтон" (The George Washington University) и Джорджтаунския университет (Georgetown University), САЩ (2003 – 2004). След специализацията е избрана за член на академичния състав на катедрата по глобално здраве в университета George Washington (2004 – 2009).
Тодорка Костадинова има брак, прекратен през 2002 г. Има син и дъщеря.

## Научна дейност
Област: здравна икономика и мениджмънт, социален маркетинг.
Дейност:
- Медицински университет, Варна:
  - преподавател (от 1995 г.), доцент
  - декан на Факултета по обществено здравеопазване (до 2011 г.)
  - професор, заместник-ректор (от 2012 г.)
- Министерство на здравеопазването – заместник-министър (2009 – 2010)

Има над 120 публикации и повече от 150 участия в конгреси в България и в чужбина. Основните ѝ научни разработки са в областта на стратегическото управление, социалния и здравен маркетинг, интегрираните грижи, управлението на промяната и риск мениджмънт, управление на международни проекти и програми, управление на екипи, социално предприемачество и иновации.
Тя е научен ръководител на 11 докторанти – осем – в МУ – Варна и по един в Медицинския университет, София; Икономическия университет, Варна и в Международния колеж по мениджмънт в Люксембург. Шест от тях са защитили успешно дисертациите си, а останалите пет са в процес на обучение.
Проф. Костадинова е заместник главен редактор на две български научни списания „Здравна икономика и мениджмънт“ – на МУ, Варна и издателска къща „СТЕНО“ и „Scripta Scientifica Salutis Publicae“ на МУ-Варна (издава се на английски език). Тя е член на международната редакционна колегия на „Международно списание за интегрирани грижи" (International Journal of Integrated Care, www.ijic.org), Холандия; член на редакционната колегия на научното списание „Годишник на Икономически университет – Варна“.

## Управленска дейност
През периода 2009 – 2013 г. проф. Костадинова съчетава академичната си работа с управленски позиции на различни нива като парламентарен секретар на Министерството на здравеопазването (2009), заместник-министър на здравеопазването (2009 – 2010), член на контролния съвет (2009) и на Надзорния съвет (2010) на Националната здравно осигурителна каса (НЗОК), София, координатор за България на международната мрежа за здраве в Югоизточна Европа (2009 – 2010), член на национални комисии и комитети по европейската политика (към Министерството на външните работи), по етническите въпроси (към Министерството на вътрешните работи), председател е на Националния съвет по безопасност на храните към МЗ (2009 – 2010), ресорен зам.-министър за международното сътрудничество, обществено здраве, включително работа с Глобалния фонд за борба срещу спин, малария и туберкулоза, европейски програми и проекти, електронно здравеопазване.
През февруари 2010 година е номинирана от Министерския съвет като българската кандидатура за Постоянния комитет на Регионалния комитет на Световната здравна организация (СЗО) за Европа, но не заема поста поради смяна на кабинета.
През март 2011 г. е избрана за декан на факултета по обществено здравеопазване на МУ, Варна и остава на тази позиция за година, а от март 2012 г. и е зам.-ректор по международното сътрудничество, акредитация и качество.
От април 2013 година проф. Костадинова е ръководител на работен екип (работен пакет „Устойчивост“) в рамките на Общите действия на правителствата от Европейския съюз за Планиране и прогнозиране на човешките ресурси в здравеопазването (Joint Action for Health Workforce Planning and Forecasting, Work Package 7 – Sustainability) по програма „Здраве“ на Европейската комисия. Целта на този проект е да се предостави платформа за сътрудничество и трансфер на знания и опит между европейските страни в областта на човешките ресурси, както и да се подготвят препоръки към Европейската комисия на политическо и техническо ниво. Препоръките са насочени към постигане на баланс в разпределението на здравните професионалисти в различните страни и успешното управление на човешките ресурси за осигуряване на по-добро здраве и качество на живота на гражданите на Европейския съюз.

## Членство
- Съюз на учените, Варна – член
- Асоциация на здравните мениджъри в България (АЗМБ) – член на управителния съвет
- Асоциация за здравна политика и мениджмънт, София – член
- Европейска федерация по здравеопазване и болнично управление (HOPE), Брюксел – член на борда,
- Глобална фондация за здравни неравенства (GHEF), Сан Франциско, САЩ и Женева, Швейцария – член на борда
- Интернационална асоциация по интегрирани грижи, Великобритания

## Награди
- Октомври 2010 година, Варна, България – Почетен плакет на Ректора на Медицинския университет, Варна за принос в образователната и научноизследователска дейност.
- Май 2012, Варна, България – Медал на Интернационалната медицинска асоциация България (ИМАБ) за принос в развитие на международното сътрудничество.
- Май 2014, Варна, България – Синя лента на Медицинския университет, Варна за два международни научноизследователски проекта.
- Юни 2015, Варна, България – Медал на Интернационалната медицинска асоциация България (ИМАБ) за обучение по управление и медицинска помощ при масови кризисни ситуации.
- Май 2016, Варна, България – Почетен знак със Синя лента на Медицинския университет, Варна за постигнати високи резултати в проект на Европейската комисия за Планиране и прогнозиране на човешките ресурси в здравеопазването и изключителни заслуги за издигане имиджа на университета.